# 巴拉杜瓜里塔
巴拉杜瓜里塔是巴西南大河州的一个市镇。总面积64.59平方公里，总人口2969人，人口密度46人/平方公里。